# 大塘站 (广州市)
大塘站是广州地铁3號線和11號線的换乘車站，位於中国广东省广州市海珠区海珠湖以北的新滘中路地底。車站於2006年12月30日启用，2024年12月28日随11号线通车而成为换乘车站。

## 车站构造
大塘站分为两个站体：与新滘中路相交、位于上涌东侧下方的3号线站体，以及位于新滘中路下方的11号线站体，两个站体形成一个逆时针旋转45度「T」字型。车站周边为新滘中路、海珠湖、广州市文化馆、上涌村村落及邻近建筑。

### 3号线站体
3号线站体共有2层，全长155.8米，总建筑面积为9,926.27平方米，其中主体建筑面积8,709.17平方米，附属建筑面积1,217.1平方米。其中地面为车站出入口；地下一层为站厅；地下二层为3号线站台。
| 地下一层 | 3号线站厅 | 售票機、客服中心、商店、警务室、安检设施 前往 █11号线 |  |  |
| 地下二层 | 2 站台    | █3号线 机场北或天河客运站方向（下站：客村）           |  |  |
|          | 岛式站台  |                                                       |  |  |
|          | 1 站台    | █3号线 海傍方向（下站：沥滘）                         |  |  |

### 11号线站体
11号线站体共有3层，全长209.2m，车站总面积23,568㎡。其中地面为车站各出入口；地下一层为站厅；地下二层为设备区；地下三层为11号线站台。
| 地下一层 | 11号线站厅                 | 售票機、客服中心、商店、警务室、安检设施 前往 █3号线 |  |  |
| 地下二层 | 设备区                     | 车站设备                                             |  |  |
| 地下三层 | 4 站台                     | █11号线 内环方向（下站：上涌）                       |  |  |
|          | 岛式站台（卫生间、母婴室） |                                                      |  |  |
|          | 3 站台                     | █11号线 外环方向（下站：龙潭）                       |  |  |

### 站厅及换乘
大塘站站厅目前分为3号线部分和11号线两个部分，均位于地下一层，两个站厅的付费区和非付费区均通过联络接口连接。为方便行人进出及换乘，3号线站厅东侧及11号线站厅中央被划分为收费区，11号线付费区另延伸至3号线站体接口处以配合换乘。
3号线站厅付费区设有四條扶手电梯、一台专用电梯以及一组楼梯连接3号线月台，11号线站厅付费区则设有多条扶手电梯、专用电梯和楼梯连接11号线月台。
3号线和11号线站厅均設有自动售票機及智能客務中心。另设有便利店、麵包糕餅店等商店。
- 3号线站厅
- 11号线站厅

### 月台
大塘站3号线和11号线各自设有一个岛式月台，3号线站台位于海珠湖以北，交叉贯穿新滘中路的地底；11号线站台位于新滘中路地底，其中3号线在上层，11号线在下层。
本站的卫生间及母婴室设于11号线站台往龙潭方向的一端。

### 出入口
大塘站目前设有5个出入口供乘客进出，分别分布于3号线站廳和11号线站廳。
本站在启用时设有B、D出入口，后期A出入口开通使用，11号线车站部分启用时新增C、E出入口，同时D出入口旁亦新增通道以连接11号线的非付费区，因此3号线和11号线站厅通往D出入口的指示牌被分别标注为“1号门”和“2号门”以作区分。
|                                                             |                                                           |      |          | |
|                                                             |                                                           |      |          | |
| 编号                                                        | 设施                                                      | 照片 | 出口指示 | 建议前往的目的地                                                                                                 |
| 3号线站廳                                                   |                                                           |      |          | |
| A                                                           | 扶手电梯标志                                              |      | 新滘中路 | 东风村、广州大道南路口公交站（西行）                                                                             |
| B                                                           |                                                           |      | 新滘中路 | 海珠湖 |
| D                                                           | 盲道标志 · 轮椅升降台标志 · 无障碍通道标志 · 扶手电梯标志 |      | 新滘中路 | 聚德西路、大塘村、聚德西路口公交车站（西行）                                                                     |
| 11号线站廳                                                  |                                                           |      |          | |
| C                                                           | 盲道标志 · 升降机标志 · 无障碍通道标志 · 扶手电梯标志     |      | 新滘中路 | 海珠湖、广州大道南路口公交车站（东行）、聚德西路口公交车站（东行）                                               |
| E                                                           | 扶手电梯标志                                              |      | 新滘中路 | 海珠湖、广州市文化馆（广州市非物质文化遗产保护中心）、广州大道南路口公交车站（东行）、聚德西路口公交车站（东行） |
| 註： 設有 \| 設有 \| 設有 \| 設有輪椅升降台 \| 設有扶手電梯 |                                                           |      |          | |

## 接驳交通
| 公交线路（广州大道南路口、聚德西路口站） \| 编号 \| 编号 \| 线路 \| 线路 \| 线路 \| 收费 \| 备注 \| \| ---- \| --------- \| -------------------- \| ---- \| -------------------- \| ---- \| --------------------------------- \| \| \| 264 \| 仑头 \| ⇆ \| 广仁路 \| 2元 \| \| \| \| 583 \| 员村一横路 \| ⇆ \| 芳村西塱 \| 3元 \| \| \| \| 761 \| 侨诚花园 \| ⇆ \| 赤沙（广东财经大学） \| 2元 \| \| \| \| 779 \| 阅江路（珠江啤酒厂） \| ⇆ \| 南洲北路 \| 2元 \| \| \| \| 夜6 \| 中山八路 \| ⇆ \| 新滘东路（龙潭村） \| 3元 \| 8路附属线路 \| \| \| 夜20 \| 广州南站 \| ⇆ \| 车陂 \| 4元 \| 125路附属线路 \| \| \| 夜33 \| 石榴岗 \| ⇆ \| 中山八路 \| 4元 \| 经江南大道、东晓南路 82路附属线路 \| \| \| 商务专线5 \| 大塘（坚真花园） \| ⇆ \| 沙河横马路 \| 2元 \| 51路附属线路 \| |           |                      |      |                      |      |                                   |
| 编号 | 编号      | 线路                 | 线路 | 线路                 | 收费 | 备注                              |
| | 264       | 仑头                 | ⇆    | 广仁路               | 2元  |                                   |
| | 583       | 员村一横路           | ⇆    | 芳村西塱             | 3元  |                                   |
| | 761       | 侨诚花园             | ⇆    | 赤沙（广东财经大学） | 2元  |                                   |
| | 779       | 阅江路（珠江啤酒厂） | ⇆    | 南洲北路             | 2元  |                                   |
| | 夜6       | 中山八路             | ⇆    | 新滘东路（龙潭村）   | 3元  | 8路附属线路                       |
| | 夜20      | 广州南站             | ⇆    | 车陂                 | 4元  | 125路附属线路                     |
| | 夜33      | 石榴岗               | ⇆    | 中山八路             | 4元  | 经江南大道、东晓南路 82路附属线路 |
| | 商务专线5 | 大塘（坚真花园）     | ⇆    | 沙河横马路           | 2元  | 51路附属线路                      |

## 历史

### 规划及建设
大塘站最初在2000年地下铁路規劃中出现，因應番禺撤市建區，3号线南延至番禺。中途亦设置本站，车站位置与现时基本一致。
2001年12月26日，大塘站作為3号线的試驗段開工，2003年1月26日封顶，成为3号线首期工程全线第一个封顶的车站。本站亦作为3号线首期工程三台盾构机的始发站，对整个工程起控制性作用。2006年12月30日，本站随3号线一期全线開通運營，本站正式啟用。
2009年規劃中的环线方案中的大環方案的南半環擴大至8號線以南的逸景路、新滘路走廊，并同时设置本站与3号线交汇。2012年，11號線被納入廣州市軌道交通十二五規劃並獲得批覆，本站11号线部分亦同步落实建设。
11号线车站于2020年3月开始主体结构施工，同年12月8日主体结构封顶。2024年3月5日起，广州地铁封闭3号线站厅部分区域，以配合11号线站厅的接入工程，改造后，3号线站厅付费区由原本西侧调整至东侧，以接入站厅东侧的11号线换乘通道。同年11月初，车站完成三权移交。2024年12月28日，11号线开通，本站成为换乘车站。

### 运营
2022年，本站曾多次受疫情防控措施影响而需要调整服务。4月疫情期间，本站于4月12日至4月17日暂停服务；2022年10-11月疫情期间，本站于10月30日10时至11月30日下午暂停服务。